# Liste Theater in London
Diese Liste versucht einen Überblick über Theater in London zu geben.

## A
- Adelphi Theatre (London)
- Almeida Theatre, (Islington)
- Anna Scher Theatre, (Islington)
- Arcola Theatre, (Shacklewell)
- Artsdepot, (North Finchley)
- The Ashcroft Theatre at Fairfield Halls, (Croydon)

## B
- Barbican Centre
- Blackfriars Theatre
- Barons Court Theatre, (Barons Court)
- Battersea Arts Centre, (Battersea)
- Bloomsbury Theatre, (Euston Road)
- Bridewell Theatre, (Fleet Street)
- Brockley Jack Theatre, (Brockley)
- Bush Theatre, (Shepherds Bush)
- The Broadway Theatre, (Catford)

## C
- Chelsea Theatre, (Chelsea)
- Churchill Theatre, (Bromley)
- Cochrane Theatre, (Holborn)

## E
- East 15 Acting School
- Erith Playhouse, (Erith)
- Etcetera Theatre, (Camden Town)

## F
- Fortune Playhouse

## G
- Garrick Theatre
- Gillian Lynne Theatre
- Globe Theatre
- Greenwich Theatre, (Greenwich)
- Greenwich Playhouse, (Greenwich)

## H
- Hackney Empire, (Hackney Central)
- Hampstead Theatre, (Hampstead)
- Hen and Chickens Theatre, (Highbury)
- Her Majesty’s Theatre

## J
- Jeannetta Cochrane Theatre

## L
- Left Theatre
- Lyric Hammersmith Theatre
- London Academy of Music and Dramatic Art
- London Palladium
- Lord Chamberlain’s Men
- Lyceum Theatre (London)

## O
- Old Vic Company
- Old Vic Theatre
- Old Red Lion Theatre (Islington)
- Open Air Theatre, (Regent’s Park)
- Opera Comique (London)
- Orange Tree Theatre, (Richmond)

## P
- Peacock Theatre, (at Sadler’s Wells)
- Pentameters Theatre, (Hampstead)
- Phoenix Theatre
- Prince Edward Theatre
- The Place, (Euston Road)
- Pleasance Theatre Islington, (Caledonian Road)

## Q
- Queen’s Theatre

## R
- Royal Academy of Dramatic Art
- Royal Court Theatre
- Royal National Theatre
- Royalty Theatre
- Rosemary Branch Theatre, (Shoreditch)
- The Roundhouse, (Camden Town)

## S
- Sadler’s Wells Theatre, (Islington)
- Savoy Theatre
- South London Theatre
- Southwark Playhouse

## T
- Tabard Theatre, (Chiswick)
- Theatre 503, (Battersea)
- Theatre Royal Drury Lane
- Theatre Royal Haymarket
- Theatre Royal Stratford East
- Tricycle Theatre, (Kilburn)
- Trafalgar Studios

## W
- Warehouse Theatre, (Croydon)
- Wilton’s Music Hall
- Workers’ Theatre Movement (Vereinigtes Königreich)
- Wyndham’s Theatre

## Y
- Young Vic Theatre (Lambeth)